# Leighton Vander Esch
Leighton Vander Esch (Riggins, Idaho, 8 de febrero de 1996) es un exjugador profesional estadounidense de fútbol americano que se desempeñaba en la posición de linebacker en Dallas Cowboys, equipo de la National Football League (NFL).

## Carrera
Fue seleccionado en la primera ronda en la Reunión Anual de Selección de Jugadores de la NFL de 2018. Hizo su debut profesional con el equipo Dallas Cowboys, donde jugó seis temporadas. El 18 de marzo de 2024, anunció su retiro del fútbol americano debido a una lesión en el cuello.